# 皮德科克 (喬治亞州)
皮德科克（英語：Pidcock）是位於美國喬治亞州布魯克斯縣的一個非建制地區。該地的面積和人口皆未知。

## 地理
皮德科克的座標為30°47′03″N 83°42′28″W / 30.78417°N 83.70778°W，而該地的平均海拔高度為43米（即141英尺）。